# Casa Ridolfi di Franco
La Casa Ridolfi di Franco è un edificio storico del centro di Firenze, situato in via Maggio 27, nel quartiere di Oltrarno.

## Storia

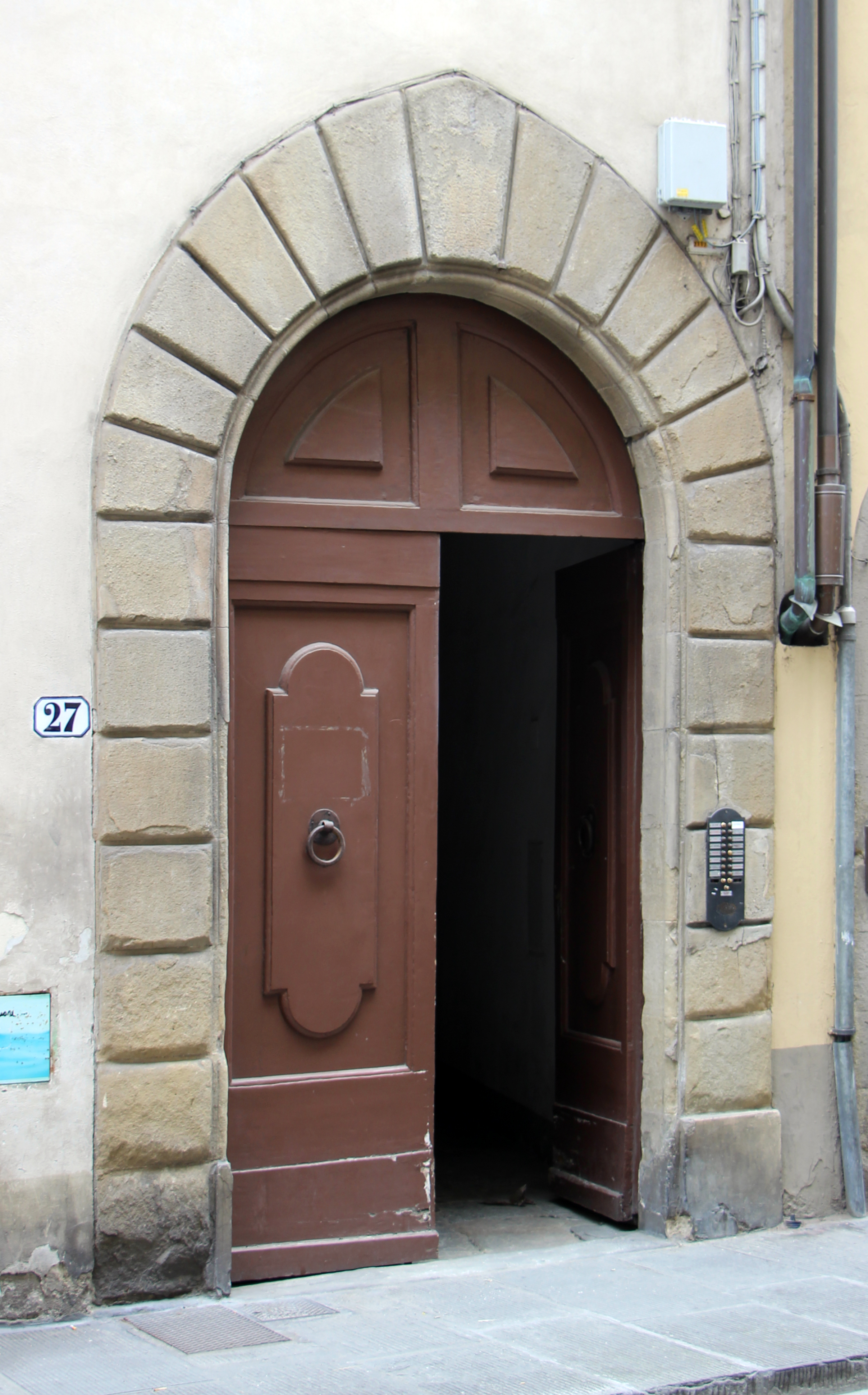
Il portale

Il repertorio di Bargellini e Guarnieri (1977) segnala l'edificio come casa Velluti, indicando la presenza dello stemma di questa famiglia, adorno di nastri svolazzanti: si tratta con ogni evidenza di un errore (non rilevato ad esempio in Firenze 2005 che ha riportato questa stessa identificazione, mentre casa Velluti si trova ai numeri civici 33-35), visto che lo scudo ostenta chiaramente l'arme dei Ridolfi di Piazza (senza smalti, ma d'azzurro, al monte di sei cime d'oro e alla banda attraversante di rosso, il tutto accompagnato in capo dalla corona d'oro infilata da due foglie di palma dello stesso, quest'ultima concessione del duca di Calabria e principe di Taranto Giacomo di Borbone all'ambasciatore Lorenzo Ridolfi nel 1415). 
Che la casa sia stata dei Ridolfi lo confermano d'altra parte le decime granducali dell'anno 1561 che, per questa e per la casa al numero 25, indicano in Franco d'Agnolo Ridolfi il proprietario. Ciò detto l'edificio presenta sicuri elementi di interesse architettonico e, nonostante le varie trasformazioni, si propone sostanzialmente come bell'esempio di epoca quattrocentesca.

## Descrizione

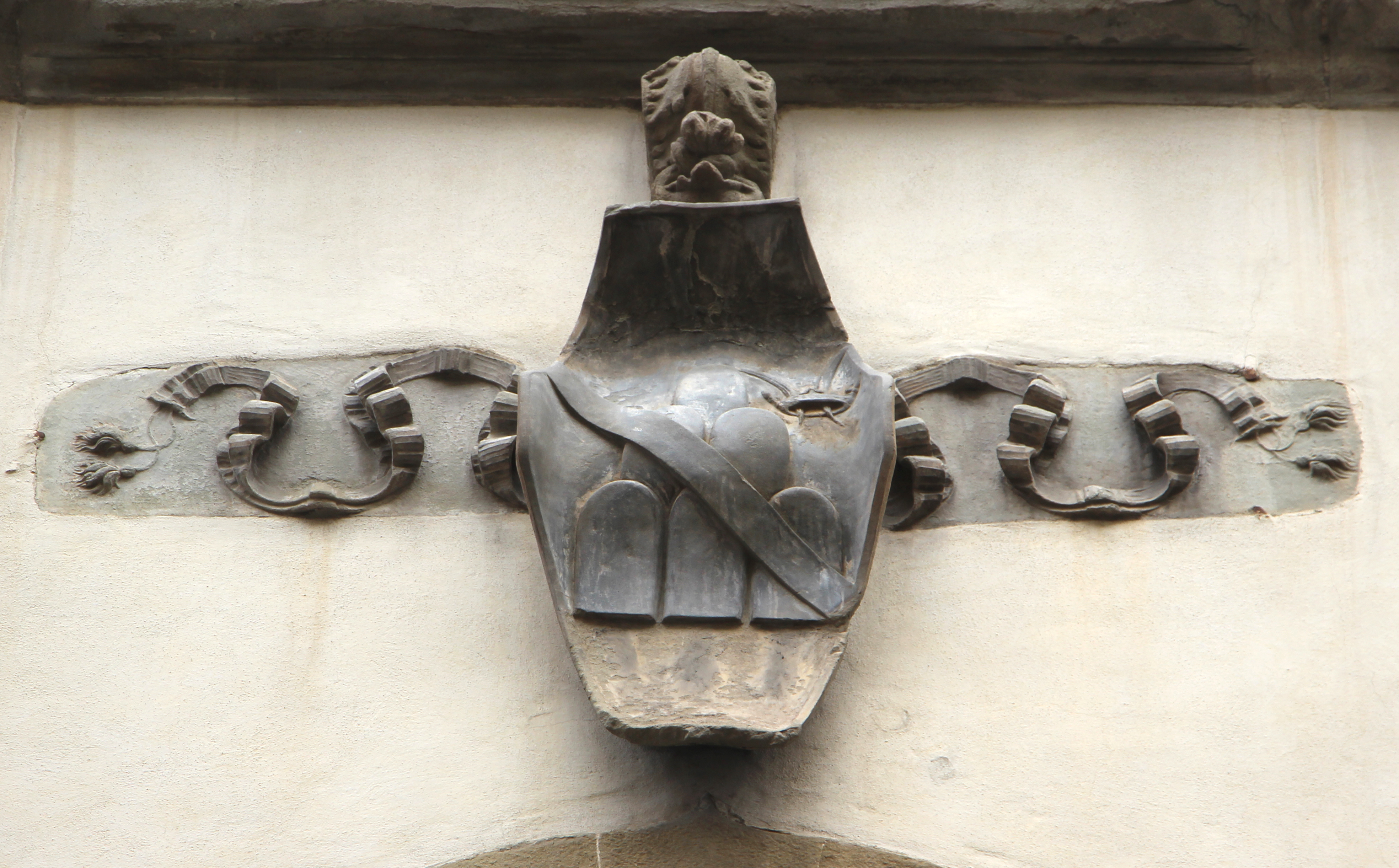
Stemma Ridolfi

Lo sviluppo del fronte è attualmente decisamente verticale, visti i quattro piani (quello terreno provvisto di mezzanino) organizzati su soli tre assi. L'ultimo piano è tuttavia sicuramente frutto di una soprelevazione, e tarda è da considerare anche l'apertura del mezzanino, il che consente di restituire all'edificio originario una diversa e più armonica proporzione. 
Al terreno il portale, posto a destra, è di misurate proporzioni, a tutto sesto con ghiera di bozze in pietra. Alla sua sinistra sono state successivamente aperte una finestra e lo sporto di un'attività commerciale. Ai piani primo e secondo sono finestre ad arco, con cornici piane in pietra forte poste a ghiera a filo dell'intonaco; le persiane sono riprodotte a trompe l'oeil nell'arco. Notevolissime le due cornici di ricorso, fortemente marcata la prima, più leggera la seconda. Interessante anche l'androne d'ingresso, la cui prima parte con volta a botte è frutto di un rimaneggiamento, forse databile al 1717, data questa che appare incisa sul retro del portone in legno. La seconda parte ha volticciole e peducci di gusto cinquecentesco ed immette a due rampe di scale introdotte da due archi in pietra legati insieme. A sinistra vi è l'accesso a una piccola corte nella quale appaiono altre due colonne. Tutta la scala è notevole pur nella sua semplicità, ed è coperta a botte nelle rampe, a crociera nei ripiani.